# Coppa del Mondo di pallanuoto
La Coppa del Mondo di pallanuoto (FINA Water Polo World Cup) è una competizione pallanuotistica internazionale per squadre nazionali organizzata dalla Fédération Internationale de Natation. Tale competizione non è da confondersi con i campionati mondiali, ovvero la principale competizione per importanza e prestigio nella pallanuoto assieme al torneo olimpico.

## Storia
Fino all'edizione del 2006 compresa, le partecipazioni alla Coppa del Mondo erano ad invito per opera della FINA, la quale proponeva la partecipazione alle 8 squadre qualificatesi ai quarti di finale del precedente campionato mondiale. A partire dall'edizione del 2010 l'organizzazione internazionale decise di modificare la prassi, invitando le prime 3 del precedente campionato mondiale e la migliore di ciascuno dei 5 continenti (sempre in base ai risultati ottenuti nel precedente campionato mondiale). Tale regola subiva una variazione qualora il paese ospitante non fosse il migliore del proprio continente: in tal caso esso parteciperà comunque.
A partire dal 2023 il torneo è diventato a cadenza annuale (precedentemente si disputava ogni 4 anni, l'anno successivo al mondiale di pallanuoto), sostituendo la World League che è, invece, stata soppressa e di cui eredita il regolamento ed il meccanismo di qualificazione.

## Torneo maschile

### Albo d'oro
| Anno                                                                          | Sede                            | Oro                 | Argento          | Bronzo         |
| ----------------------------------------------------------------------------- | ------------------------------- | ------------------- | ---------------- | -------------- |
| Competizione originaria (1979-2018)                                           |                                 |                     |                  |                |
| 1979                                                                          | Fiume, Belgrado ( Jugoslavia)   | Ungheria            | Stati Uniti      | Jugoslavia     |
| 1981                                                                          | Long Beach ( Stati Uniti)       | Unione Sovietica    | Jugoslavia       | Cuba           |
| 1983                                                                          | Malibù ( Stati Uniti)           | Unione Sovietica    | Germania Ovest   | Italia         |
| 1985                                                                          | Duisburg ( Germania Ovest)      | Germania Ovest      | Stati Uniti      | Spagna         |
| 1987                                                                          | Salonicco ( Grecia)             | Jugoslavia          | Unione Sovietica | Germania Ovest |
| 1989                                                                          | Berlino Ovest ( Germania Ovest) | Jugoslavia          | Italia           | Ungheria       |
| 1991                                                                          | Barcellona ( Spagna)            | Stati Uniti         | Jugoslavia       | Spagna         |
| 1993                                                                          | Atene ( Grecia)                 | Italia              | Ungheria         | Australia      |
| 1995                                                                          | Atlanta ( Stati Uniti)          | Ungheria            | Italia           | Russia         |
| 1997                                                                          | Atene ( Grecia)                 | Stati Uniti         | Grecia           | Ungheria       |
| 1999                                                                          | Sydney ( Australia)             | Ungheria            | Italia           | Spagna         |
| 2002                                                                          | Belgrado ( Jugoslavia)          | Russia              | Ungheria         | Jugoslavia     |
| 2006                                                                          | Budapest ( Ungheria)            | Serbia e Montenegro | Ungheria         | Spagna         |
| 2010                                                                          | Oradea ( Romania)               | Serbia              | Croazia          | Spagna         |
| 2014                                                                          | Almaty ( Kazakistan)            | Serbia              | Ungheria         | Croazia        |
| 2018                                                                          | Berlino ( Germania)             | Ungheria            | Australia        | Serbia         |
| Dal 2023 il torneo sostituisce la World League, di cui eredita il regolamento |                                 |                     |                  |                |
| 2023                                                                          | Los Angeles ( Stati Uniti)      | Spagna              | Italia           | Stati Uniti    |
| 2025                                                                          | Podgorica ( Montenegro)         | Spagna              | Grecia           | Ungheria       |

### Medagliere
| Posizione | Paese       | Oro | Argento | Bronzo | Totale |
| --------- | ----------- | --- | ------- | ------ | ------ |
| 1         | Serbia      | 5   | 2       | 3      | 10     |
| 2         | Ungheria    | 4   | 4       | 3      | 11     |
| 3         | Russia      | 3   | 1       | 1      | 5      |
| 4         | Stati Uniti | 2   | 2       | 1      | 5      |
| 5         | Spagna      | 2   | 0       | 5      | 7      |
| 6         | Italia      | 1   | 4       | 1      | 6      |
| 7         | Germania    | 1   | 1       | 1      | 3      |
| 8         | Grecia      | 0   | 2       | 0      | 2      |
| 9         | Australia   | 0   | 1       | 1      | 2      |
| 9         | Croazia     | 0   | 1       | 1      | 2      |
| 11        | Cuba        | 0   | 0       | 1      | 1      |

## Torneo femminile

### Albo d'oro
| Anno                                                                          | Sede                          | Oro         | Argento     | Bronzo      |
| ----------------------------------------------------------------------------- | ----------------------------- | ----------- | ----------- | ----------- |
| Competizione originaria (1979-2018)                                           |                               |             |             |             |
| 1979                                                                          | Merced ( Stati Uniti)         | Stati Uniti | Paesi Bassi | Australia   |
| 1980                                                                          | Breda ( Paesi Bassi)          | Paesi Bassi | Stati Uniti | Canada      |
| 1981                                                                          | Brisbane ( Australia)         | Canada      | Paesi Bassi | Australia   |
| 1983                                                                          | Sainte-Foy ( Canada)          | Paesi Bassi | Stati Uniti | Australia   |
| 1984                                                                          | Irvine ( Stati Uniti)         | Australia   | Stati Uniti | Paesi Bassi |
| 1988                                                                          | Christchurch ( Nuova Zelanda) | Paesi Bassi | Ungheria    | Canada      |
| 1989                                                                          | Eindhoven ( Paesi Bassi)      | Paesi Bassi | Stati Uniti | Ungheria    |
| 1991                                                                          | Long Beach ( Stati Uniti)     | Paesi Bassi | Australia   | Stati Uniti |
| 1993                                                                          | Catania ( Italia)             | Paesi Bassi | Italia      | Ungheria    |
| 1995                                                                          | Sydney ( Australia)           | Australia   | Paesi Bassi | Ungheria    |
| 1997                                                                          | Nancy ( Francia)              | Paesi Bassi | Russia      | Australia   |
| 1999                                                                          | Winnipeg ( Canada)            | Paesi Bassi | Australia   | Italia      |
| 2002                                                                          | Perth ( Australia)            | Ungheria    | Stati Uniti | Canada      |
| 2006                                                                          | Tientsin ( Cina)              | Australia   | Italia      | Russia      |
| 2010                                                                          | Christchurch ( Nuova Zelanda) | Stati Uniti | Australia   | Cina        |
| 2014                                                                          | Chanty-Mansijsk ( Russia)     | Stati Uniti | Australia   | Spagna      |
| 2018                                                                          | Surgut ( Russia)              | Stati Uniti | Russia      | Australia   |
| Dal 2023 il torneo sostituisce la World League, di cui eredita il regolamento |                               |             |             |             |
| 2023                                                                          | Long Beach ( Stati Uniti)     | Stati Uniti | Paesi Bassi | Spagna      |
| 2025                                                                          | Chengdu ( Cina)               | Grecia      | Ungheria    | Paesi Bassi |

### Medagliere
| Posizione | Paese       | Oro | Argento | Bronzo | Totale |
| --------- | ----------- | --- | ------- | ------ | ------ |
| 1         | Paesi Bassi | 8   | 4       | 2      | 14     |
| 2         | Stati Uniti | 5   | 5       | 1      | 11     |
| 3         | Australia   | 3   | 4       | 5      | 12     |
| 4         | Ungheria    | 1   | 2       | 3      | 6      |
| 5         | Canada      | 1   | 0       | 3      | 4      |
| 6         | Grecia      | 1   | 0       | 0      | 1      |
| 7         | Italia      | 0   | 2       | 1      | 3      |
| 7         | Russia      | 0   | 2       | 1      | 3      |
| 9         | Spagna      | 0   | 0       | 2      | 2      |
| 10        | Cina        | 0   | 0       | 1      | 1      |